# تپه گورستان چلی
تپه قبرستان چلی مربوط به دوران‌های تاریخی پس از اسلام متاخر دوران‌های تاریخی پس از اسلام است و در شهرستان اسلام‌آباد غرب، بخش مرکزی، دهستان حسن‌آباد، ۶۰۰ متری روستای چلی محمد علی خان واقع شده و این اثر در تاریخ ۶ اسفند ۱۳۸۵ با شمارهٔ ثبت ۱۷۵۷۲ به‌عنوان یکی از آثار ملی ایران به ثبت رسیده است.